# Brice Leverdez
Brice Leverdez (La Garenne-Colombes, 9 aprile 1986) è un giocatore di badminton francese.

## Palmarès
- Giochi europei

Minsk 2019: argento nel singolo.
- Europei

Huelva 2018: bronzo nel singolo.
- Campionati europei a squadre

Kazan 2016: argento.
Kazan 2018: bronzo.